# إياد حكمي
إياد عبد الله حكمي لاعب كرة قدم سعودي ، يلعب كمدافع في نادي جدة.